# NGC 5278
NGC 5278 este o interacțiune de galaxii situată în constelația Ursa Mare. A fost descoperită în 14 aprilie 1789 de către William Herschel. Se află la o distanță de 114,4 megaparseci de Pământ.